# Aris (casa discografica)
La Aris è stata una casa discografica italiana attiva a partire dal 1974 fino al 1980.

## Storia
Il maestro Aldo Pomilia apre la Aris in collaborazione con la moglie, la ballerina cubana Chelo Alonso; sin dagli inizi l'etichetta si dedica al genere pop melodico, anche se non manca qualche eccezione come il cantautore Franco Maria Giannini, con sonorità vicine al rock progressivo, o le colonne sonore.
Contribuisce al lancio di giovani artisti come Michele Zarrillo, che incide i suoi primi 45 giri con il nome d'arte Andrea, e Daniela Davoli, con cui l'etichetta parteciperà anche al Festival di Sanremo 1977.
Si occupa anche di pubblicare artisti stranieri in Italia, come i Pretty Maid Company.
Alla fine del decennio la Aris chiude le attività.

## I dischi pubblicati
Per la datazione ci si basa sull'etichetta del disco, o sul vinile o, infine, sulla copertina; qualora nessuno di questi elementi avesse una datazione, ci si basa sulla numerazione del catalogo, se esistenti, si riportano oltre all'anno il mese e il giorno (quest'ultimo dato si trova, a volte, stampato sul vinile).

### 33 giri
| Numero di catalogo | Anno | Interprete            | Titoli                            |
| ------------------ | ---- | --------------------- | --------------------------------- |
| ANL 4000           | 1974 | Franco Maria Giannini | Affresco                          |
| ANL 4005           | 1975 | Alberto Baldan Bembo  | L'amica di mia madre              |
| ANL 4006           | 1975 | Manuel De Sica        | Quel movimento che mi piace tanto |
| ANL 4007           | 1975 | Alberto Baldan Bembo  | Lingua d'argento                  |
| ANL 4008           | 1975 | Claudio Tallino       | Calamo                            |
| ANL 4011           | 1976 | Bruna Lelli           | Un pizzico di liscio              |
| ANL 4012           | 1976 | Daniela Davoli        | Fra tanto amore                   |
| ANL 4024           | 1976 | Franco Campanino      | Lettomania                        |

### 45 giri
| Numero di catalogo | Anno | Interprete              | Titoli                                             |
| ------------------ | ---- | ----------------------- | -------------------------------------------------- |
| AN 400             | 1974 | Franco Maria Giannini   | Per la tua strada/Affresco                         |
| AN 402             | 1974 | Daniela Davoli          | I ragazzi giù nel campo/C'è forse vita sulla terra |
| AN 405             | 1975 | Daniela Davoli          | Mille volte donna/Un amore difficile               |
| AN 409             | 1976 | Daniela Davoli          | Due amanti fa/Samba para mi amor                   |
| AN 410             | 1976 | Andrea Zarrillo         | Maledetta signora/E poi st'amore matto             |
| AN 414             | 1976 | Guido Renzi             | Storia del bene/Storia del male                    |
| AN 416             | 1976 | Pretty Maid Company     | Pretty Maid/Hey Hey Big John                       |
| AN 418             | 1976 | C+C                     | Questo amore, amore, amore.../Acquerello           |
| AN 419             | 1976 | The Chequers            | Hey Miss Payne/I'm Still In Love                   |
| AN 420             | 1976 | Daniela Davoli          | Dimme perché/Pelle bucata                          |
| AN 421             | 1976 | Franco Cristalli        | Una donna sola/La pioggia cade giù                 |
| AN 426             | 1976 | Andrea Zarrillo         | Il vero amore/I miei cari sentimenti               |
| AN 427             | 1976 | Daniela Davoli          | Se fossi come lei/Ma perché non ci sei             |
| AN 435             | 1977 | The Rockestra           | Sugar Bomb/Love'n Money                            |
| AN 438             | 1977 | Dream Express Orchestra | Villarhides/Ostend Non Stop                        |
| AN 439             | 1977 | Daniela Davoli          | E invece con te/Se avessi te, se tu fossi qui      |
| AN 442             | 1977 | Daniela Davoli          | Chissà cosa cerchi/Giorni più giorni               |
| AN 444             | 1977 | Mystic                  | Disco Love Affair/Disco Symphony                   |
| AN 445             | 1977 | Patrizia Giugno         | In ascensore/Tutto sommato                         |
| AN 447             | 1978 | Daniela Davoli          | Diverso amore mio/Guerriero di una notte           |
| AN 448             | 1978 | The Yetians             | Yeti/Funky Disco Sound                             |
| AN 450             | 1978 | Mercatino dell'Usato    | Noi liberi/Ci sei tu                               |
| AN 451             | 1978 | Daniela Davoli          | Mia/Divertimento                                   |